# Gare d'Otavi
La gare d'Otavi est une gare ferroviaire située à Swakopmund, dans la région de Erongo en Namibie. Elle est classée monument national de Namibie depuis le 1er février 2007.